# Globala system
Globala system är ett civilingenjörsprogram vid Chalmers tekniska högskola i Göteborg.
Utbildningsprogrammet utbildar studenter inom matematik, fysik och datavetenskap samt med omfattande inslag av matematiskt tänkande, systemtänkande, modellering och problemlösning. Syftet med programmet är att ge studenter möjlighet att arbeta med komplexa samspel mellan natur, teknik och samhälle.